# Marinussaurus curupira
Marinussaurus curupira — вид ящірок родини гімнофтальмових (Gymnophthalmidae). Ендемік Бразилії. Це єдиний представник монотипового роду Marinussaurus.

## Поширення і екологія
Marinussaurus curupira відомі з типової місцевості, розташованої на захід від міста Ірандуба в штаті Амазонас. Вони живуть у вологих рівнинних тропічних лісах.

## Збереження
МСОП класифікує цей вид як такий, що перебуває під загрозою зникнення. Marinussaurus curupira загрожує знищення природного середовища.